# Jadraque

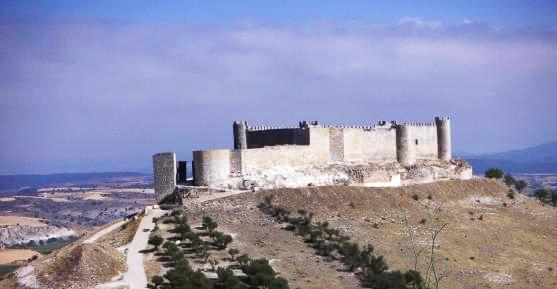
Castell del Cid (s.XV)

Jadraque és un municipi de la província de Guadalajara, a la comunitat autònoma de Castella-La Manxa.